# 江ノ島電鉄500形電車
江ノ島電鉄500形電車（えのしまでんてつ500がたでんしゃ）は、江ノ島電鉄の電車。

## 概要
老朽化の進んだ300形の置き換え用として2006年（平成18年）から2編成導入された。製造は東急車輛製造。

### 車体
車体は、枕ハリと中ハリ以外はステンレス製とした江ノ電初のオールステンレス車両であるが、20形と同一の塗装が施された。なお日本国内においては、併用軌道が存在する路線に投入される車両としては初のオールステンレス車両である。
丸みを帯びた車体デザインは、江ノ電自身が1956年から2003年まで運行していた江ノ島鎌倉観光500形（初代500形）を意識して設計したこともあり、同形式を彷彿とさせる部分もある。公式サイトや記念乗車券でも同形式の写真などを併載している。
前面にはスカートを装着した。乗降用扉は両開き戸で、窓ガラスは複層構造とされ、凹凸は極力なくし、手指や被服の挟み込みを防止した。加えてドアチャイムも設けた。

### 走行装置
集電装置は各車先頭寄りにシングルアーム式パンタグラフを搭載している。屋根上中央部には1両につき出力24.42kWの集中式冷房装置と空調制御装置を配置した。江ノ電は海岸線沿いを走行する線形であるため、機器のカバーや主枠にステンレスを使用した。
制御装置は江ノ電初のVVVFインバータ制御（2レベルIGBT）が採用された。ただし、補助電源装置・空気圧縮機・蓄電池など一部の補助機器は501Fが304Fから、502Fが303Fから流用されている。台車も種車からの流用品であるが、従来の直流直巻電動機からかご形三相誘導電動機の搭載に対応し、また車体の電蝕防止の観点から絶縁を強化している。
主制御装置は東洋電機製造製のATR-M460-RG695Aである。制御素子としてIPMを採用したことで軽量化を図り、電子回路を密閉することで塵埃の侵入を防止し、機器の高信頼化と保守の軽減を図った。また、これも江ノ電では初の回生ブレーキも装備され、回生失効対策として発電ブレーキも併用されている。また、この制御器は架線電圧が直流750Vの路線にも小変更で対応出来るように設計されている。主電動機はTDK-6252-A（端子電圧440V、電流106A、周波数55Hz、出力60kW、定格回転数1,615rpm）である。駆動装置は300形の更新工事で採用された中空カルダン駆動用のものをTD継手用に変更したKD-110-B-Mであり、小歯車周りは新製したが、歯車箱は廃車になった300形のものを流用している。

### その他
車内自動放送装置についても、江ノ電初となる英語放送を併用したものが使用され、その後他の音声合成放送装置搭載編成でも英語放送が追加された。
ドアステッカーは501Fは丸型の、502Fは四角形の、それぞれ従来品とは異なる新しいデザインのものが採用された。なお、502Fで採用されたステッカーは、その後501Fや他形式にも貼付された。
扉上部の車内案内表示器は江ノ電では初採用の2基の液晶ディスプレイで、右側に路線案内、左側にDVDによる沿線案内が表示される。

車内その他の画像
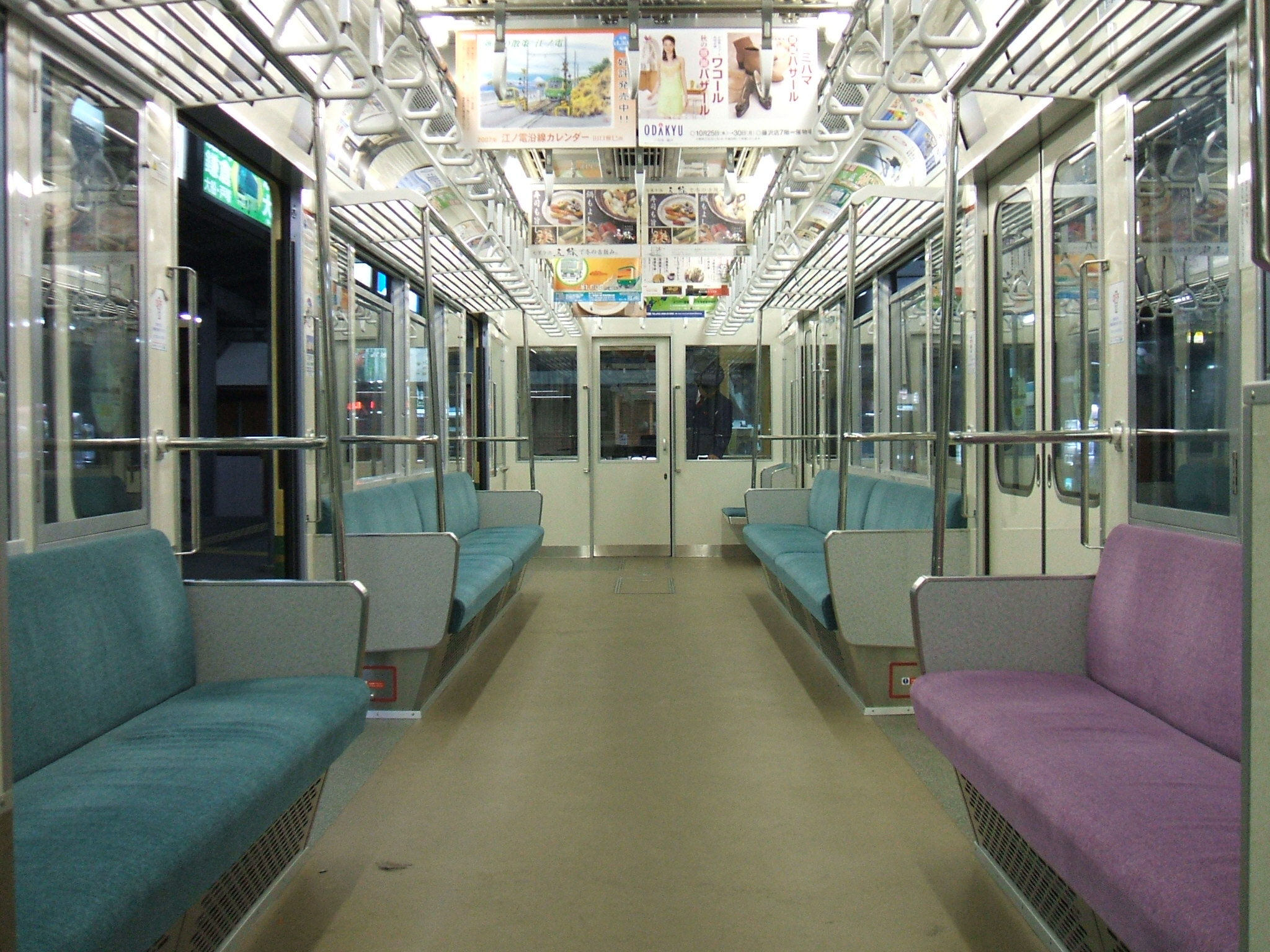
車内全景（2006年10月29日撮影）
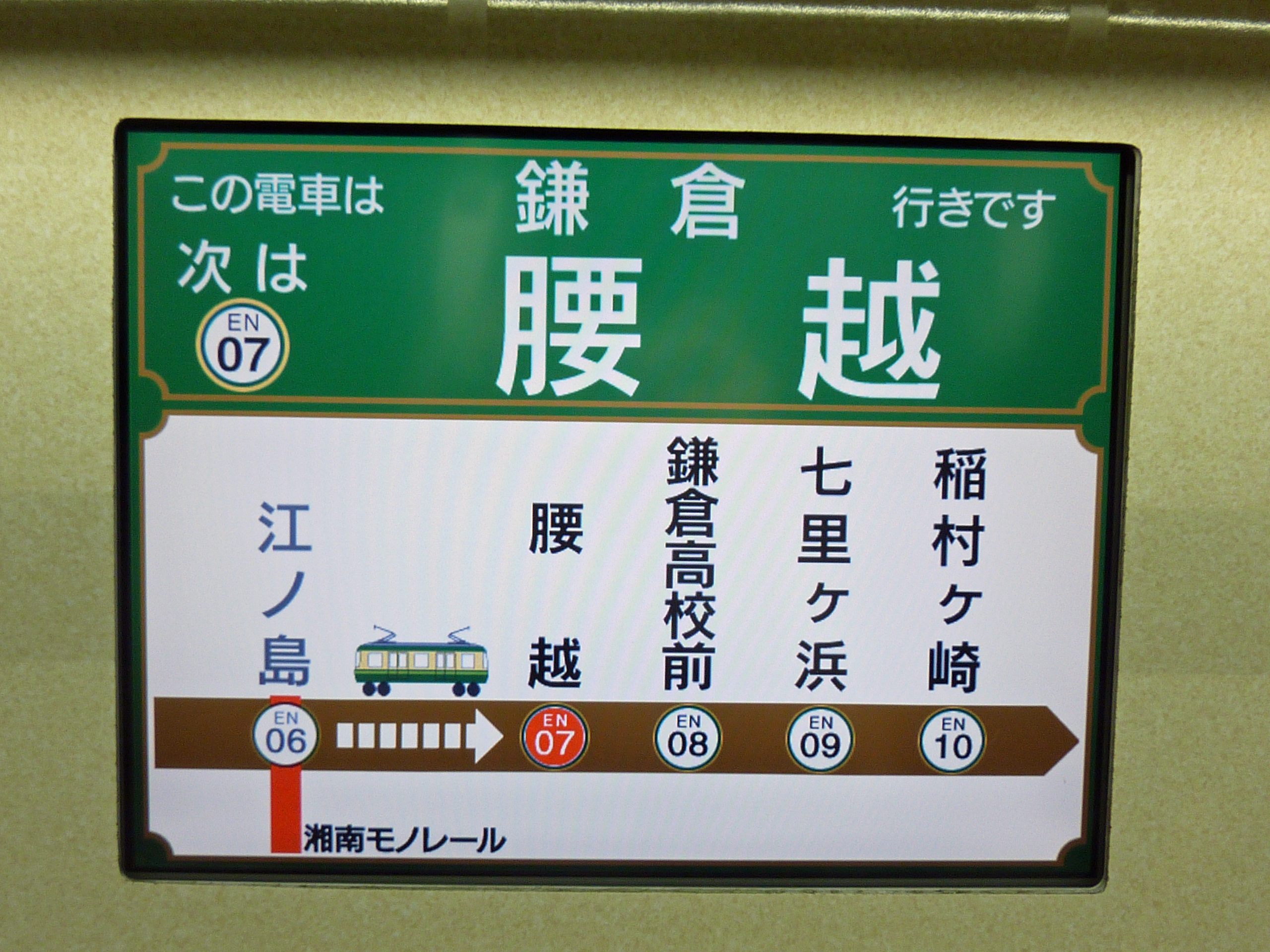
車内表示器（2016年9月19日撮影）

## 運用
501Fが304Fの置き換え用として2006年（平成18年）3月27日より営業運転を開始。2年後の2008年3月31日に300形303Fの置き換え用として502Fが営業運転を開始した。
運用は各形式と共通で、他形式とも併結運転を行う。4両編成で運転する際、通常は連結面側のパンタグラフを下げ、先頭と最後尾の2基のみを上げて運転されるが、本形式が他車と4両編成を組む際（500形同士も含む）は、回生失効を防止するためか4基全てのパンタグラフを上げて運転されていた。現在は連結面のパンタグラフを下げた通常の運用になっている。